# Moulin à riz de Imota
Le moulin à riz de Imota est une usine agricole située à Ikorodu, dans la banlieue de Lagos, au Nigeria. Elle a été construite en 2021 et commencera sa pleine production au quatrième trimestre de 2022,.

## Description
La rizerie d'Imota s'étend sur 22 hectares, l'usine elle-même occupant 8,5 hectares. Il s'agira de la plus grande rizerie d'Afrique et de la troisième plus grande rizerie du monde. La rizerie a une capacité de production annuelle de 2,8 millions de sacs de riz de 50 kg, tout en générant 1 500 emplois directs et 254 000 emplois indirects. Une fois achevée, conformément à l'infrastructure installée estimée de l'installation, la capacité de production de la rizerie d'Imota sera l'une des plus grandes au monde et la plus grande en Afrique subsaharienne.
Il s'agit d'une rizerie intégrée comprenant deux entrepôts et 16 silos (d'une capacité de 2 500 tonnes chacun, d'une hauteur de 25 mètres et d'une durée de vie de 40 ans). L'usine fonctionne en deux lignes qui reçoivent, pré-nettoient, font bouillir, sèchent, trient, décortiquent, polissent et ensachent le riz. Selon Demola Amure, associé principal, l'usine est décrite comme la "Rolls-Royce" des usines de riz. La qualité du riz "sera inégalée".
Seul le personnel local a été utilisé pour le montage.

## Effet économique
Selon le gouverneur de l'État de Lagos, M. Sanwo-Olu, la pleine production de l'installation réduira considérablement les prix du riz et la pression exercée sur l'achat de cette denrée. Pour l'instant (début 2022), le Nigeria produit du riz décortiqué, mais importe du riz décortiqué/poli à un prix plus élevé. La transformation du riz, aliment de base national, dans son propre pays devrait donc améliorer la balance commerciale du Nigeria.

## Processus technique
Dans une rizerie, les céréales épeautre, orge, avoine, millet et riz sont principalement décortiquées, c'est-à-dire que les enveloppes qui sont fermement attachées au grain et ne tombent pas lors du battage sont enlevées (décorticage). Les enveloppes sont indigestes pour l'organisme humain et auraient une influence négative sur le goût et les sensations de mastication. En outre, dans un moulin à riz, les grains de céréales décortiqués sont généralement aussi ensuite roulés (flocons d'avoine), coupés (gruaux) ou polis (riz, orge laminé). Les autres étapes de transformation possibles sont généralement identiques à celles d'un moulin à grains.

## Environs
Le gouvernement de l'État développe également un parc industriel adjacent au moulin. Le gouverneur Sanwo-Olu a déclaré que le parc disposerait d'équipements qui permettraient aux entreprises de prospérer et d'obtenir un retour sur investissement pour les propriétaires d'entreprises.

## Perspectives
Afin de faciliter un approvisionnement continu en intrants pour l'installation, Lagos va entreprendre une stratégie d'intégration en amont sous la forme d'une collaboration avec d'autres États nigérians tels que Kwara, Sokoto, Benue, Borno et Kebbi pour répondre aux besoins en paddy de l'usine.